# 小沢城
小沢城（おざわじょう）は、神奈川県川崎市多摩区菅仙谷にあった日本の城。現在は小沢城跡を含めた周辺は小沢城址緑地保全地区に指定され小沢城址里山の会が緑地保全を行っている。小沢天神山城とも呼ばれる。

## 概要
小沢城は多摩丘陵の先端に位置し、鎌倉道・矢野口（多摩川）の渡しを抑える交通の要衝、丘のふもとを三沢川が流れる要害の地である。尾根のピークに主郭を置かない特異な構造の城としても知られる。

## 歴史
平安時代末期、稲毛三郎重成により築かれると伝わる（あるいは重成の子小沢小太郎が築城とも）。
観応2年（1351年）、足利直義方の小沢城を足利基氏方の高麗経澄が攻め落とす。この時焼失した。
享禄3年（1530年）6月には、小沢城から出陣した北条氏康が、北条領に侵攻した上杉朝興を迎え討つ小沢原の戦いが起こり、氏康が上杉勢を退け初陣を飾る。
戦国時代以降は廃城となり放置されるが、江戸時代に入ると富士講が流行し、峰を富士塚として利用されるようになる。文化3年（1806年）に祠が、万延元年（1860年）に富士登山三十三度大願成就記念碑などが建てられている。
太平洋戦争中には探照灯が設置され、生田にある桝形山に置かれた高射砲でB29を砲撃していた。

## ギャラリー

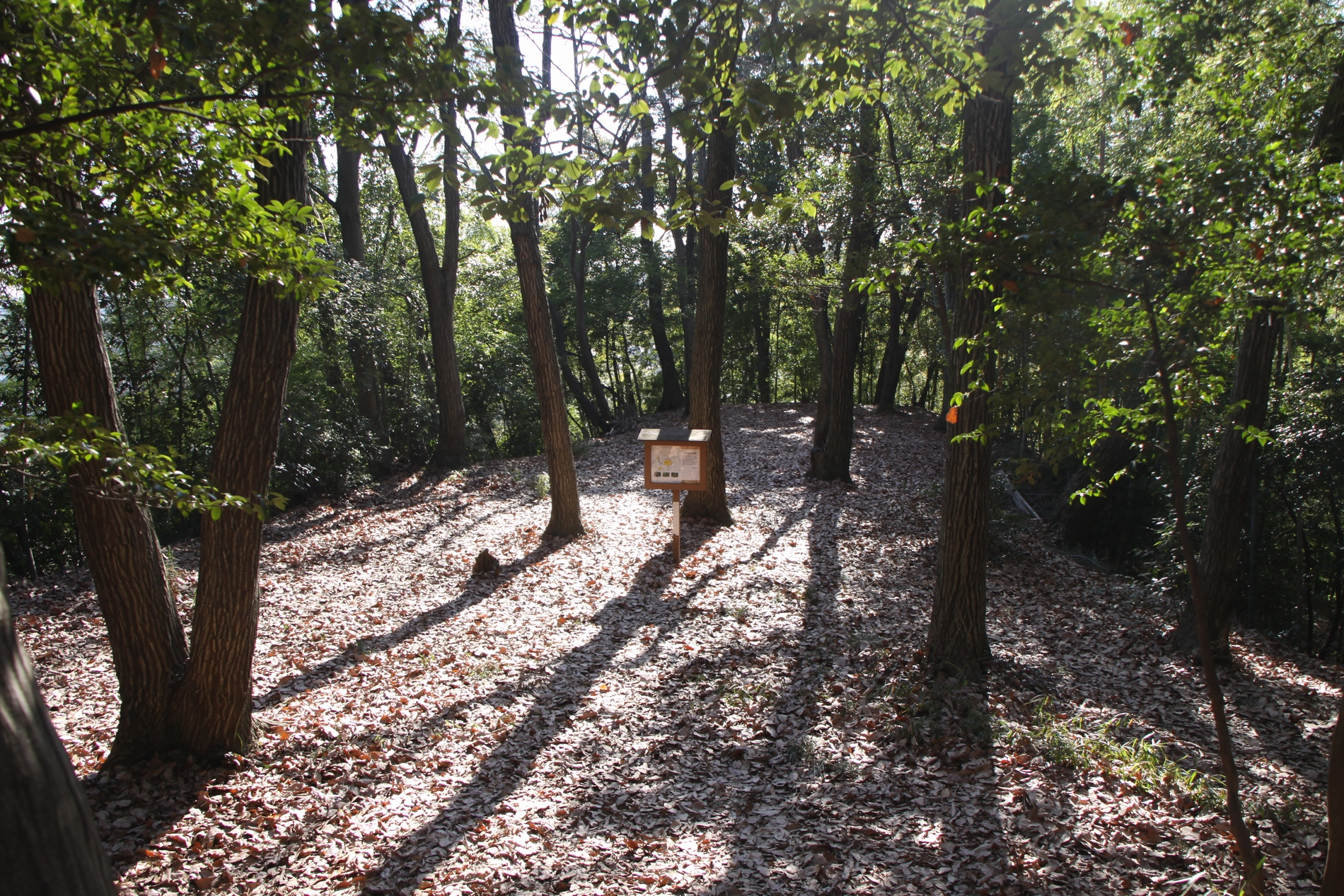
中心部
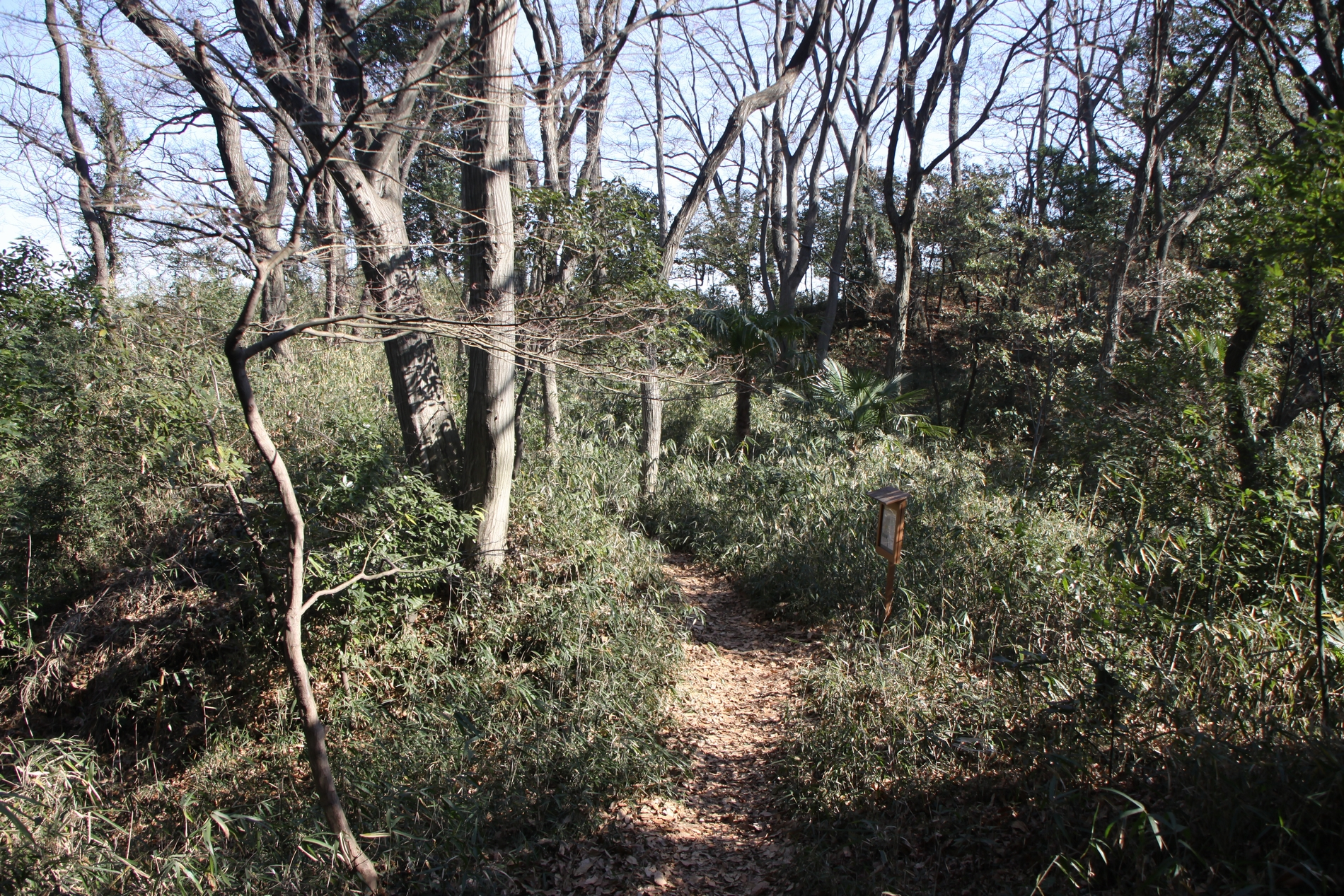
空堀跡
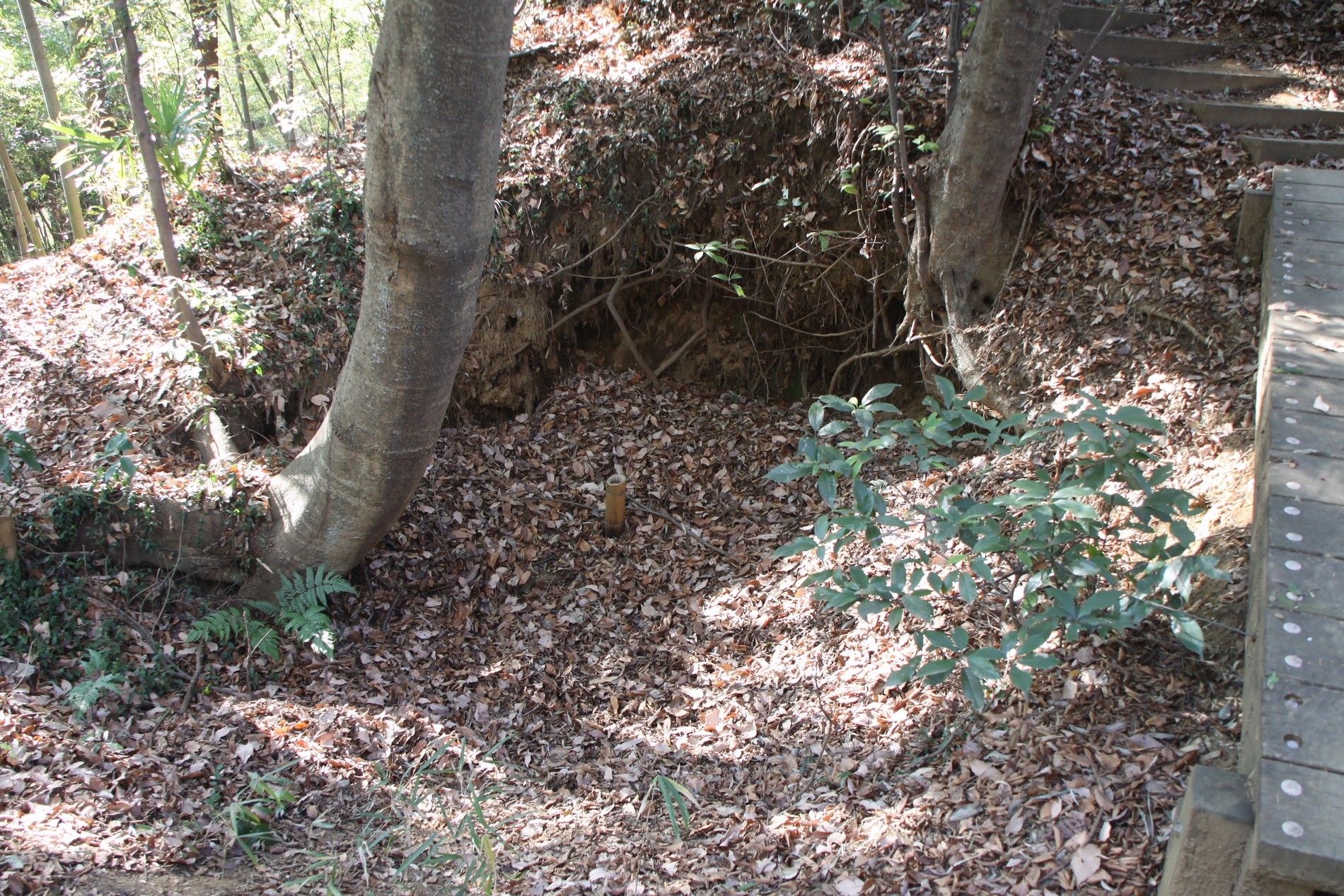
井戸跡
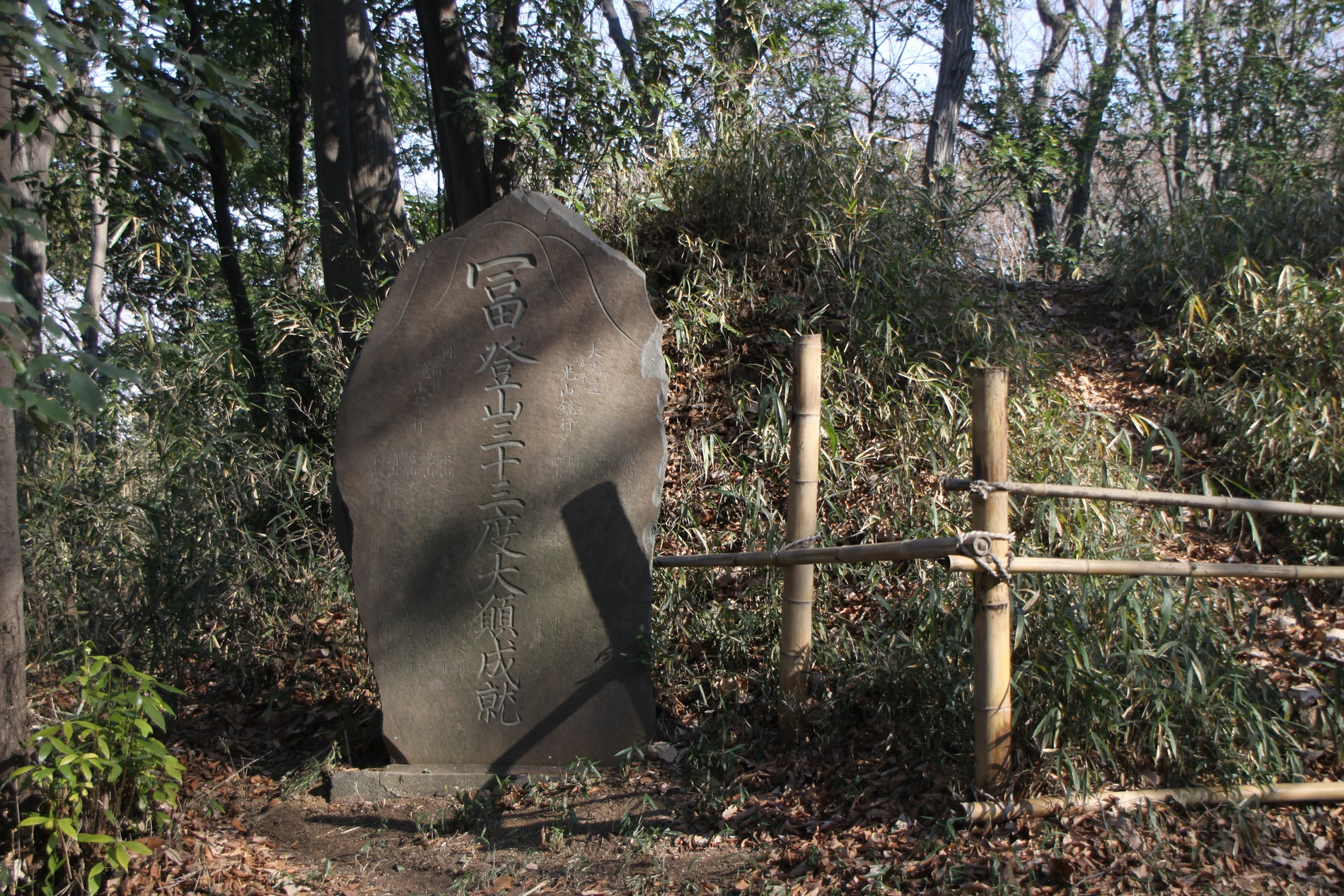
富士登山三十三度大願成就記念碑

## 交通
京王相模原線京王よみうりランド駅より徒歩6分。
JR南武線稲田堤駅、京王相模原線京王稲田堤駅より徒歩17分。